# Nacka station
Nacka station är en järnvägsstation på Saltsjöbanan i Nacka kommun. Stationen ligger 3,8 kilometer från ändstationen Slussen.

## Historik
Stationen invigdes den 1 april 1894, men namnet var då Sickla. Den 15 maj 1898 fick den sitt nuvarande namn.  Namnet ska ses mot bakgrund av att stationen är den som ligger närmast den bebyggelse som ursprungligen bar namnet Nacka, bebyggelsen kring Nacka ström och Nacka gård. Namnet blev sedermera mindre lämpligt eftersom alla Saltsjöbanans stationer utom Slussen ligger i Nacka kommun (sedan Saltsjöbadens köping inkorporerades 1971) och ett kommuncentrum växte fram omkring stadshuset och Nacka Forum. 
År 1910 byggdes ett stickspår från bangården till Atlas Diesels fabriker. År 1913 uppfördes ett godsmagasin. Samma år byggde man dubbelspår mellan Nacka och Saltsjö-Järla.
De flesta resenärerna som använde stationen under slutet av tiden den fanns var anställda eller besökare till Sickla Köpkvarter. Antalet påstigande per dag på Nacka station var bara 500 resenärer år 2017. 
Stationen är tillfälligt stängd sedan hela Saltsjöbanan stängdes av vid årsskiftet 2022/2023. 
Det fanns tidigare planer att lägga ned stationen i samband med en upphöjning av järnvägen. Kommunfullmäktige i Nacka beslöt i april 2024 att avbryta planerna på en upphöjning av järnvägen och därmed kommer stationen att finnas kvar.

## Galleri

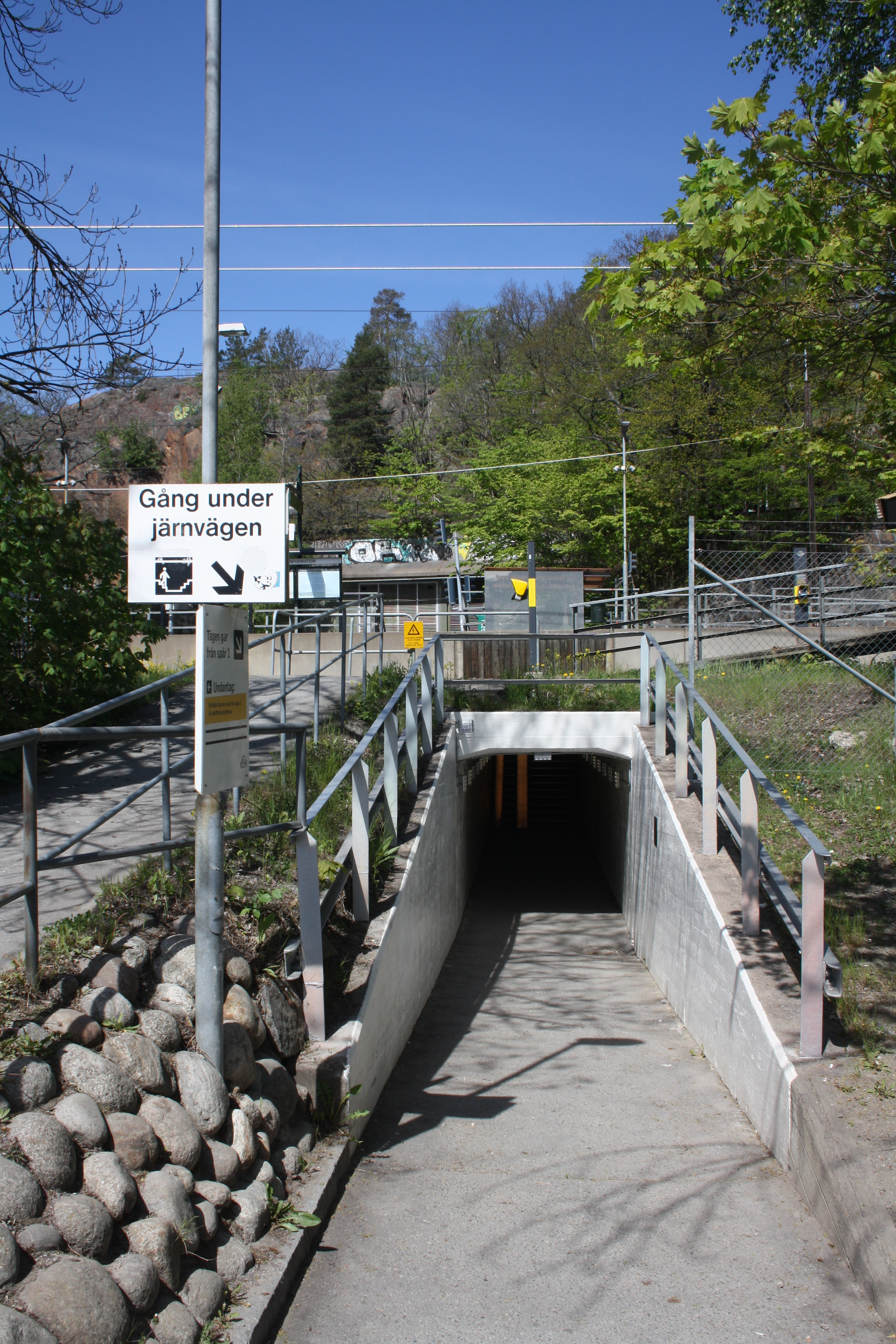
Gångtunnel
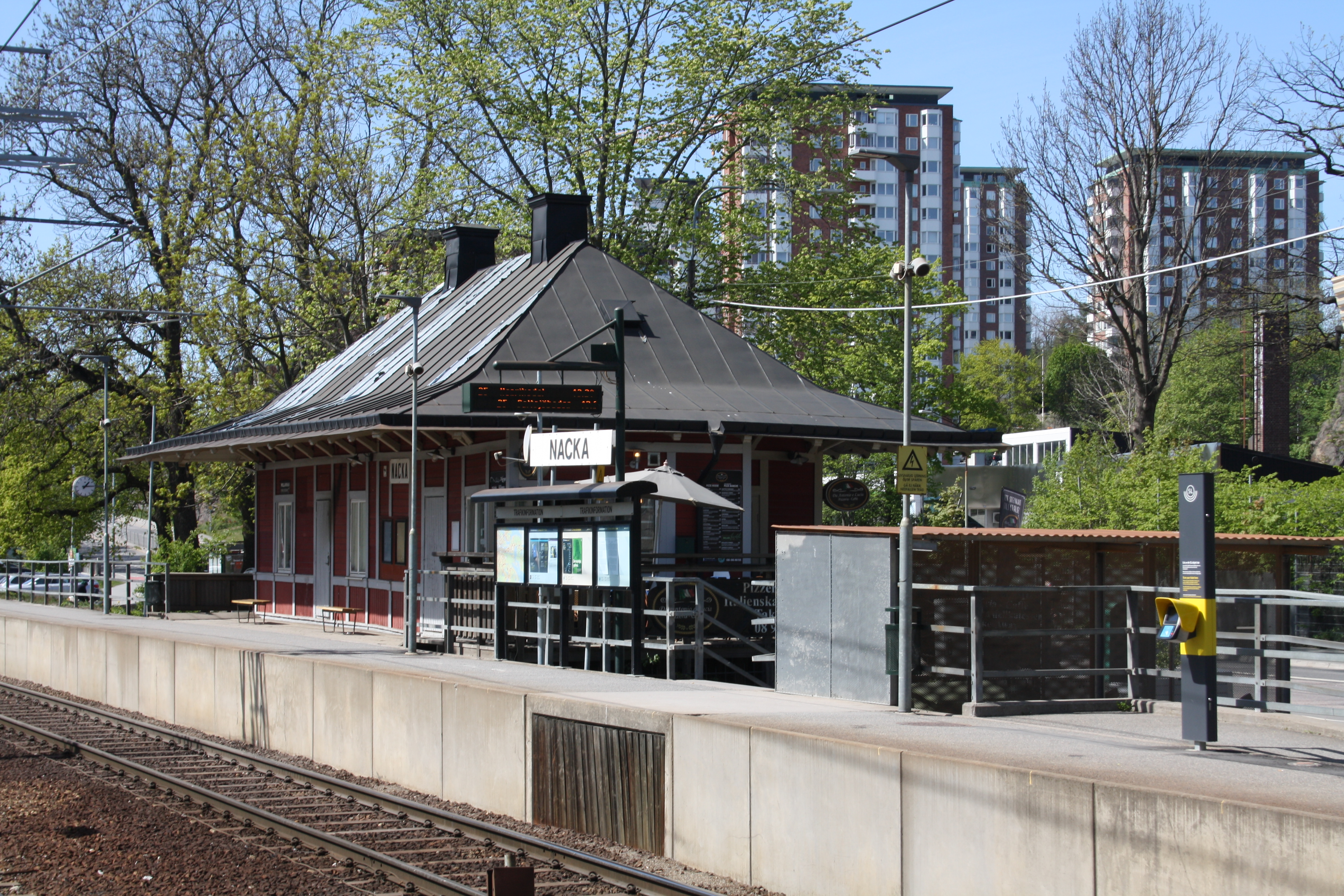
Stationen
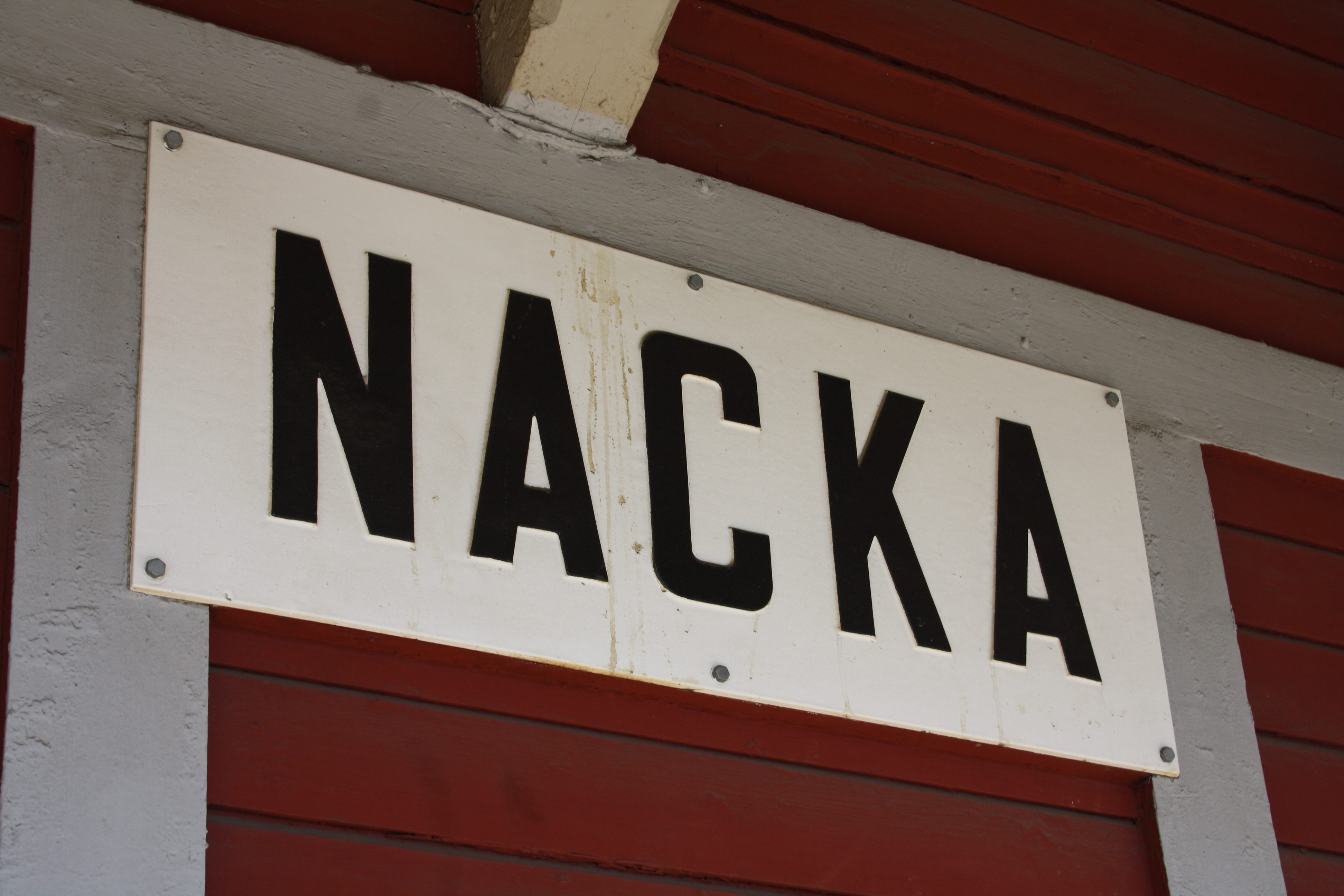
Stationsskylt
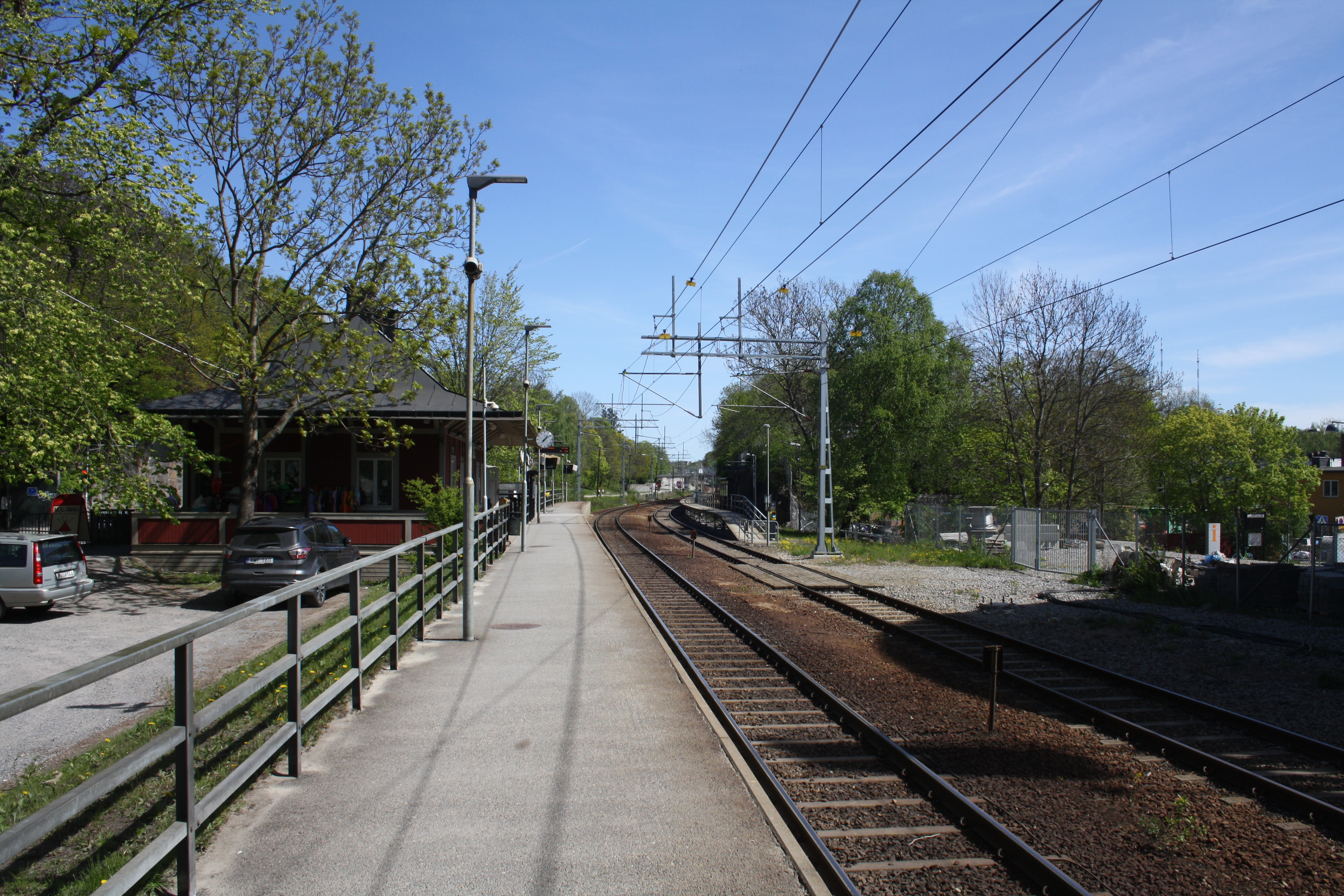
Perrongen